# Хосе Анхель Кармона
Хосе́ А́нхель Кармо́на Нава́рро (ісп. José Ángel Carmona Navarro; нар. 29 січня 2002, Ель-Вісо-дель-Алькор) — іспанський футболіст, захисник клубу «Севілья».

## Клубна кар'єра
Вихованець клубу «Севілья», в академії якої почав займатися з 7 років. 21 листопада 2020 року дебютував за резервну команду клубу в матчі Сегунди Б проти «Кордови».
20 липня 2021 року продовжив контракт із «Севільєю» до літа 2025 року. 13 березня 2022 року дебютував в основному складі «Севільї» в матчі Ла-Ліги проти «Райо Вальєкано», вийшовши на заміну Маркосу Акуньї. 17 березня в поєдинку 1/8 фіналу плей-оф Ліги Європи УЄФА проти англійського клубу «Вест Гем Юнайтед» дебютував у єврокубках.
6 вересня 2022 року в матчі проти англійського «Манчестер Сіті» дебютував у Лізі чемпіонів УЄФА. 10 вересня в поєдинку Ла-Ліги проти «Еспаньйола» забив свої перші голи за «Севілью», відзначившись дублем. 11 січня 2023 року перейшов на правах оренди в «Ельче» до кінця сезону. 16 січня дебютував за нову команду в матчі Ла-Ліги проти «Кадіса», вийшовши в стартовому складі. 22 січня 2023 року в поєдинку з «Осасуною» забив свій перший гол за клуб. В квітні 2023 року отримав травму підколінного сухожилля, через яку пропустив решту сезону.
20 липня 2023 року відправився в сезонну оренду в «Хетафе» з опцією викупу. 2 вересня дебютував за клуб в матчі Ла-Ліги проти мадридського «Реала», вийшовши на заміну Даміану Суаресу. 17 вересня 2023 року в поєдинку проти «Осасуни» забив свій перший гол за «Хетафе». Усього за час оренди провів 32 зустрічі, в яких відзначився одним голом і в липні 2024 року повернувся до «Севільї».
28 листопада 2024 року продовжив контракт із «Севільєю» до червня 2028 року.

## Кар'єра в збірній
В листопаді 2022 року вперше викликаний в збірну Іспанії до 21 року для участі в товариському матчі проти збірної Японії, за яку дебютував 18 листопада.

## Статистика виступів
Станом на 11 квітня 2025
| Клуб              | Сезон             | Чемпіонат           | Чемпіонат | Чемпіонат | Кубок | Кубок | Єврокубки | Єврокубки | Інші  | Інші | Всього | Всього |
| Клуб              | Сезон             | Дивізіон            | Матчі     | Голи      | Матчі | Голи  | Матчі     | Голи      | Матчі | Голи | Матчі  | Голи   |
| ----------------- | ----------------- | ------------------- | --------- | --------- | ----- | ----- | --------- | --------- | ----- | ---- | ------ | ------ |
| Севілья Б         | 2020–21           | Сегунда Дивізіон Б  | 18        | 0         | —     | —     | —         | —         | —     | —    | 18     | 0      |
| Севілья Б         | 2021–22           | Прімера Федерасьйон | 17        | 0         | —     | —     | —         | —         | —     | —    | 17     | 0      |
| Севілья Б         | Всього            | Всього              | 35        | 0         | 0     | 0     | 0         | 0         | 0     | 0    | 35     | 0      |
| Севілья           | 2021–22           | Ла-Ліга             | 1         | 0         | 0     | 0     | 1         | 0         | —     | —    | 2      | 0      |
| Севілья           | 2022–23           | Ла-Ліга             | 10        | 2         | 0     | 0     | 5         | 0         | —     | —    | 15     | 2      |
| Севілья           | 2024–25           | Ла-Ліга             | 29        | 0         | 1     | 0     | 0         | 0         | —     | —    | 30     | 0      |
| Севілья           | Всього            | Всього              | 39        | 2         | 1     | 0     | 6         | 0         | 0     | 0    | 47     | 2      |
| → Ельче           | 2022–23           | Ла-Ліга             | 9         | 1         | —     | —     | —         | —         | —     | —    | 9      | 1      |
| → Хетафе          | 2023–24           | Ла-Ліга             | 30        | 1         | 2     | 0     | —         | —         | —     | —    | 32     | 1      |
| Всього за кар'єру | Всього за кар'єру | Всього за кар'єру   | 113       | 4         | 3     | 0     | 6         | 0         | 0     | 0    | 123    | 4      |

1. ↑  Матчі в Лізі Європи УЄФА
2. ↑  Матчі в Лізі чемпіонів УЄФА